# Tuatha dé Danann
Los Tuatha dé Danann (AFI gaélico: /t̪ˠuəhə dʲeː d̪ˠan̪ˠən̪ˠ/ AFI hibernoinglés: /ˈtuəhə deɪ ˈdɑːnən/, es decir «pueblo de la diosa Danu», también llamados Tuatha dé, es decir: "pueblo de los dioses") fueron el quinto grupo de habitantes de Irlanda según la tradición del Lebor Gabála Érenn (Libro de las invasiones). Se trata de los antiguos dioses irlandeses goidélicos a los cuales los redactores cristianos convirtieron en soberanos y héroes históricos.

## Historia

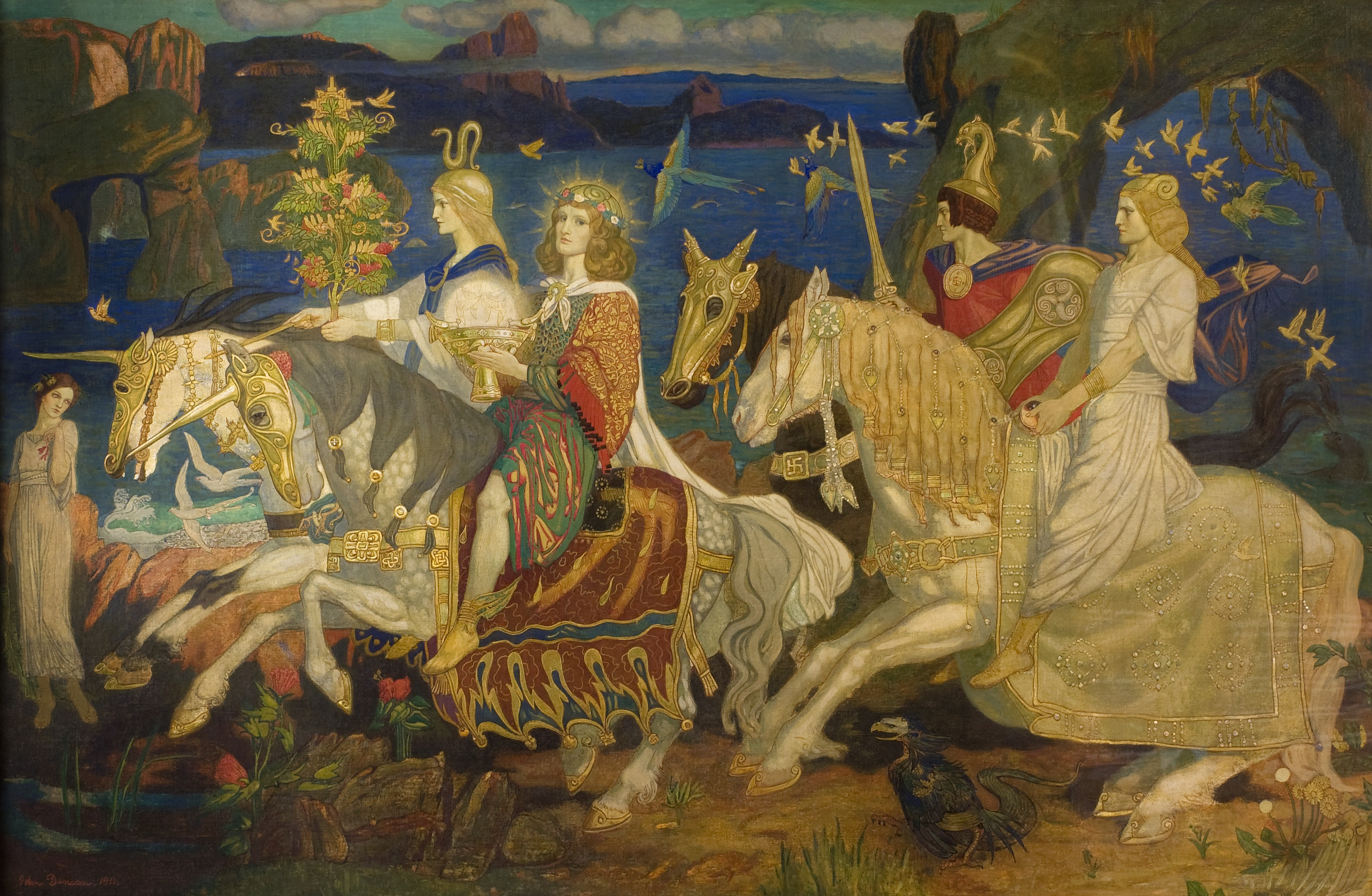
Los Tuatha dé Danann en la pintura de John Duncan Riders of the Sidhe ("Jinetes feéricos", 1911)

Un poema en el Libro de Leinster enumera a muchos de los tuatha dé Danann, aunque finaliza "Aun cuando [el autor] los enumera, él no los adora". Goibniu, Creidhne y Luchta son referidos como Trí Dée Dána ("tres dioses de la artesanía"), y el nombre de Dagda es interpretado en textos medievales como "el buen dios". Incluso después de ser reconocidos como gobernantes de Irlanda, personajes tales como Lug, Mórrígan, Aengus y Manannán mac Lir aparecen en las historias ubicadas siglos más adelante, demostrando todos los signos de inmortalidad. Tienen muchos paralelos en el mundo céltico. Por ejemplo; Nuada es cognado con el dios británico Nodens, Lug es un reflejo de la deidad pancéltica Lugus; Tuireann está emparentado con el gaélico Taranis, Ogma con Ogmios y Badb con Catubodua. 
Los tuatha dé Danann, según versiones de textos "cristianizados", descienden de Nemed, el líder de una raza anterior de habitantes de Irlanda. Vinieron de cuatro ciudades norteñas, Falias, Gorias, Murias y Finias, donde adquirieron sus habilidades ocultas y cualidades. Llegaron a Irlanda, cerca del 1 de mayo (fecha del Festival de Beltaine), montados sobre nubes oscuras. Aunque las últimas versiones racionalizan este argumento diciendo que ellos mismos quemaron sus naves para prevenir la retirada, y las "nubes" eran el humo producido por los barcos incendiados.
La tradición pagana consideraba a los tuatha de Danann como dioses venidos del cielo; llegaron a Irlanda, lucharon con los Fir Bolg, los Fir Domnann y los Galioin, así como con los Fomoré (dioses oscuros), y se convirtieron durante un tiempo en los únicos señores de Irlanda. 
Conducidos por su rey, Nuada, lucharon en la primera batalla de Magh Tuiredh (batalla de Moytura), en la costa occidental, en la cual derrotaron y desplazaron a los torpes y deficientemente armados Fir Bolg, quienes entonces habitaban Irlanda. Nuada perdió un brazo durante la batalla, que el curandero Dian Cecht reemplazó con un brazo de plata. Existía una ley que obligaba a los reyes de los thuata dé Danann a no tener ninguna deficiencia física, y debido a su mano, Nuada ya no podía continuar como rey. Fue sustituido por Bres, el medio fomoriano, quien resultó ser un tirano. Entonces Miach le hizo un brazo de carne y hueso, y Nuada fue restablecido como rey.
Posteriormente, los tuatha dé libraron la segunda batalla de Magh Tuiredh en contra de los fomorianos. Nuada fue asesinado por el ojo venenoso de Balor, el rey de los Fomoré, pero Balor fue matado por Lug, que asumió el poder como rey.
Una tercera batalla tuvo lugar contra una ola subsecuente de invasiones, los Milesianos, del noroeste de la península ibérica, descendientes de Míl Espáine (de quienes se dice que representan a los celtas goidélicos). Los milesianos encontraron a tres diosas de los tuatha dé: Ériu, Banba y Fodla, que pidieron que la isla fuese nombrada en honor a ellas; Ériu es el origen del nombre moderno Éire, y Banba y Fodla todavía se utilizan a veces como nombres poéticos para designar a Irlanda.
Sus tres esposos, Mac Cuill, Mac Cecht y Mac Gréine, que eran reyes de los tuatha dé durante aquella época, pidieron una tregua de tres días, durante los cuales los milesianos se embarcarían a nueve olas de distancia desde la orilla de la isla. Los milesianos se conformaron con la petición, pero los tuatha dé Danann crearon una tormenta mágica en una tentativa de llevarlos más lejos. El poeta milesiano Amergin calmó el mar con sus versos, y frente a su pueblo desembarcó y derrotó a los tuatha dé en Tailtiu. Los tuatha dé fueron exiliados al subterráneo en los montes de Sidhe por Dagda.
Los tuatha dé Danann también lucharon contra la bruja Carman y sus tres hijos. Se dice que ellos introdujeron el uso de los carros de caballos y el culto druida en Irlanda.

## Los cuatro tesoros de los tuatha dé Danann
Los tuatha dé Danann llevaron cuatro tesoros mágicos a Irlanda:
- El caldero del Dagda
- La lanza de Lugh
- La piedra de Fal
- La espada de Nuada

## Tuatha dé Danann, altos reyes de Irlanda
ACM: cronología de los Anales de los Cuatro Maestros; FFE: cronología basada en la duración de los reinos establecidos en el Forus Feasa ar Erinn de Seathrún Céitinn.
- Bres ACM 1897-1890 a. C; FFE 1477-1470 a. C.
- Nuada ACM 1890-1870 a. C; FFE 1470-1447 a. C.
- Lug ACM 1870-1830 a. C.; FFE 1447-1407 a. C.
- Eochaid Ollathair ACM 1830-1750 a. C.; FFE 1407-1337 a. C.
- Delbáeth ACM 1750-1740 a. C.; FFE 1337-1327 a. C.
- Fiachna ACM 1740-1730 a. C.; FFE 1327-1317 a. C.
- Mac Cuill, Mac Cecht y Mac Gréine ACM 1730-1700 a. C.; FFE 1317-1287 a. C.

## Árbol familiar de los tuatha dé Danann
La siguiente tabla se basa en las genealogías dadas en el Lebor Gabála Érenn, por Seathrún Céitinn, y referencias en Cath Maige Tuireadh. No está claro si los varios Elathas y Delbáeths son diversas figuras del mismo nombre, o diversas tradiciones en relación con la genealogía de la misma figura. Cabe mencionar que algunos fomorianos, tales como Elatha y Balor, están emparentados con los tuatha dé.
Cabe mencionar sobre la tríada (Morrigan, Badb y Macha) colocada en este árbol como tres hermanas diferentes, pero explicada también por algunas fuentes como caras distintas de una misma moneda.
```
                                         
Nemed

                                           |
                                    
Iarbonel Faidh

                                           |
                                        
Beothach

                                           |
                                        
Iobáth

                                           |
                                         
Enna

                                           | 
                                        
Tabarn

                                           |
                                          
Tat

       ____________________________________|__________________________________
       |                                                                     |
      
Allai
                                                               
Indai

       |                                           __________________________|__________________________
       |                                           |                                                   |
     
Orda
                                         
Nét
                                               
Elatha

       |                       ____________________|______________________________________________     |
       |                       |                                    |                            |     |
    
Etarlám
               
Esar Brec
                              
Delbáeth
                       
Dot
  
Bres

       |                       |                                    |                            |
       |                       |                                    |                            |
    
Eochaid
                
Dian Cecht
                           
Elatha
                        
Balor

       |                       |                                    |                            |
       |            ___________|___________        _________________|______________________      |
     
Nuada
          |    |     |    |     |        |         |          |       |         |      |
    (
Elcmar
)       Cu Cethen 
Cian
 
Miach
 
Airmed
   
Dagda
    
Fiacha
    Delbáeth   
Ogma
     
Allód
  
Ethniu

   (
Nechtan
)        |          |                   |                    |       |       (Ler)
  _____|____        |          |      _____________|____________        |       |         |
  |        |        |          |      |      |     |     |     |        |       |         |

Etarlám
 
Nemain
  
Bec-Felmas
    
Lug
  
Cermait
 
Aengus
 
Bodb
 
Midir
 
Brigid
   
Boann
  
Delbáeth
  
Manannán

  |                 |                 |                                     (
Tuireann
)
  |                 |        _________|_________          ______________________|__________________________________
  |                 |        |        |        |          |      |      |       |     |      |       |      |     |

Ernmas
            
Abean
  
MacCuill
 
MacCecht
 
MacGréine
   
Fiachna
 
Brian
 
Iuchar
 
Iucharba
 
Danu
 
Goibniu
 
Credne
 
Luchta
 
Ollam

  |__________________                                                                                                  |
|          |        |                                                                                             |

Ériu
  =  
Badb
       |                                                                                             
Aoi

Banba
  = 
Macha
      |

Fódla
 = 
Morrigan
 = 
Anu
```

Otros miembros de los tuatha dé Danann incluyen a
- Abartach
- Beag
- Bechuille
- Brea
- Fand